# 織田秀行
織田 秀行（おだ ひでゆき）は、江戸時代中期の大名。大和国柳本藩の第6代藩主。通称は虎丸、求馬。官位は従五位下・伊予守。

## 生涯
第4代藩主・織田秀親の四男として誕生。
享保4年（1719年）2月12日、叔父で5代藩主の成純の養嗣子となる。同年2月28日、第8代将軍・徳川吉宗に御目見する。享保9年（1724年）12月3日、養父・成純の隠居により、家督を相続した。同年12月18日、従五位下伊予守に叙任する。
享保11年（1726年）6月18日、死去。享年30。末期養子として信方（旗本織田信清の三男）を迎えた。墓所は祥雲寺。法号は巌光院殿本照宗能大居士。

## 系譜
子女はなし。
- 父：織田秀親
- 母：清蓮尼 - 寺井氏娘
- 正室：山口弘豊の娘 - のち離縁
- 養子
  - 男子：織田信方 - 旗本織田信清の三男